# Steirodon rufolineatum
Steirodon rufolineatum är en insektsart som beskrevs av Emsley 1970. Steirodon rufolineatum ingår i släktet Steirodon och familjen vårtbitare. Inga underarter finns listade i Catalogue of Life.